# Berd
Berd là một đô thị thuộc tỉnh Tavush, Armenia. Dân số ước tính năm 2011 là 8528 người.